# Franklinton (Louisiana)
Franklinton település az Amerikai Egyesült Államok Louisiana államában, Washington megyében, melynek megyeszékhelye is. Lakosainak száma 3662 fő (2020. április 1.).

## Népesség
A település népességének változása:

| 2010 | 3 857 |
| 2020 | 3 662 |